# Giovanni Giavazzi
Giovanni Giavazzi (ur. 14 kwietnia 1920 w Bergamo, zm. 30 czerwca 2019 tamże) – włoski polityk, prawnik i samorządowiec, poseł do Parlamentu Europejskiego I i II kadencji.

## Życiorys
Z wykształcenia prawnik, praktykował jako adwokat we własnej kancelarii. Zaangażował się w działalność polityczną w ramach Chrześcijańskiej Demokracji, sprawował m.in. funkcję prezydenta prowincji Bergamo i zasiadał w radzie miejskiej Bergamo. W 1979 i 1984 uzyskiwał mandat posła do Parlamentu Europejskiego. Przystąpił do Europejskiej Partii Ludowej, od 1984 do 1989 pozostawał jej wiceprzewodniczącym. Należał m.in. do Komisji ds. Gospodarczych i Walutowych oraz Polityki Przemysłowej, Komisji ds. Instytucjonalnych oraz Delegacji ds. stosunków z państwami Ameryki Łacińskiej. W 1989 odszedł z polityki. Był później dyrektorem Credito Bergamasco i Italcement (1989–2004), został też dyrektorem Fondazione Italcementi Cav. Lav. Carlo Pesenti.